# خانه کشیش گاراکین
خانه کشیش گاراکین مربوط به دوره قاجار است و در اصفهان، محله جلفا، خیابان جلفا، خیابان حکیم نظامی، کوچه سنگتراشها، بن‌بست زیتون واقع شده و این اثر در تاریخ ۱۶ دی ۱۳۸۷ با شمارهٔ ثبت ۲۴۴۶۳ به‌عنوان یکی از آثار ملی ایران به ثبت رسیده است.